# Olszana

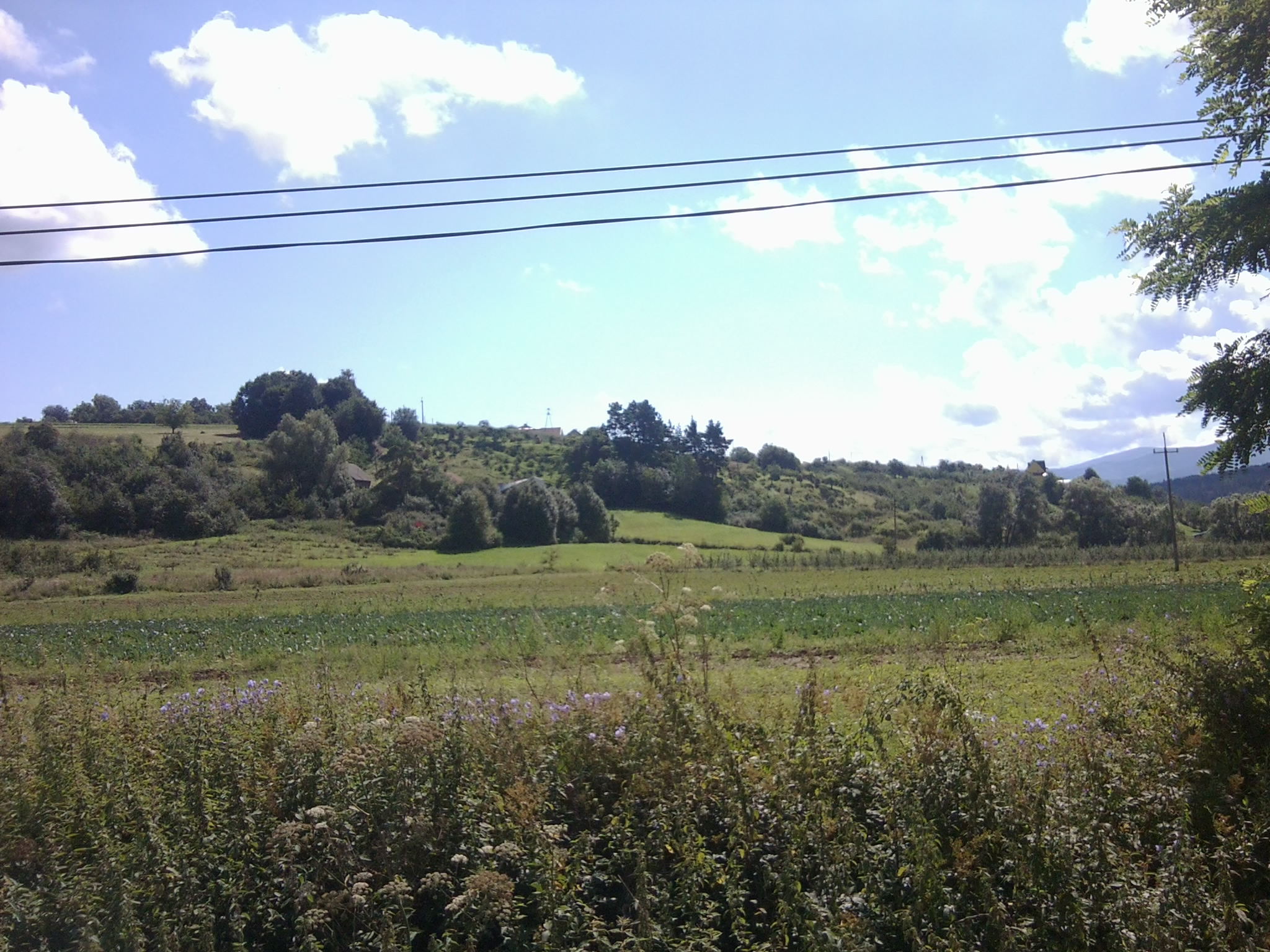
Fragment Budzynia Olszańskiego

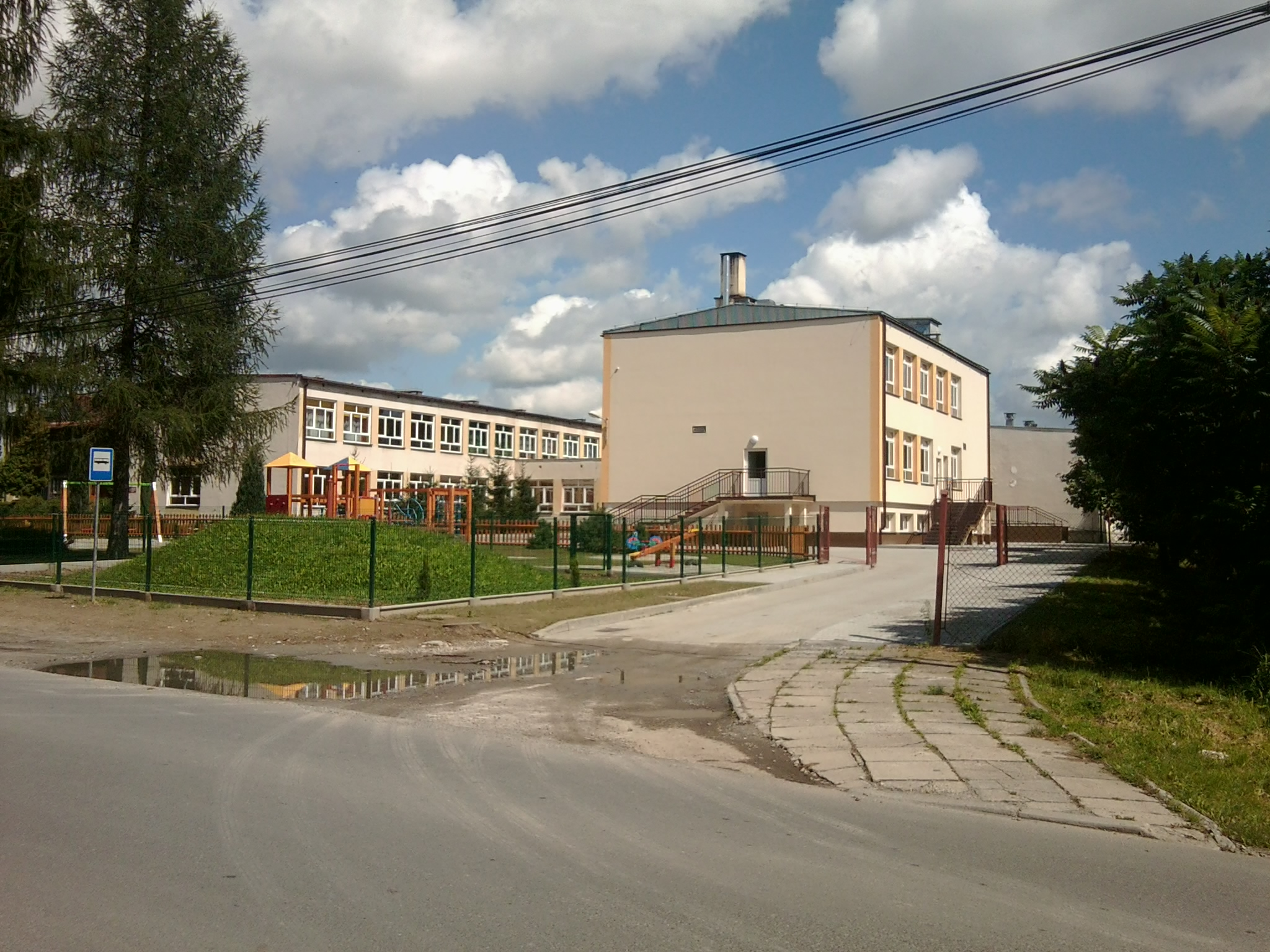
Szkoła podstawowa

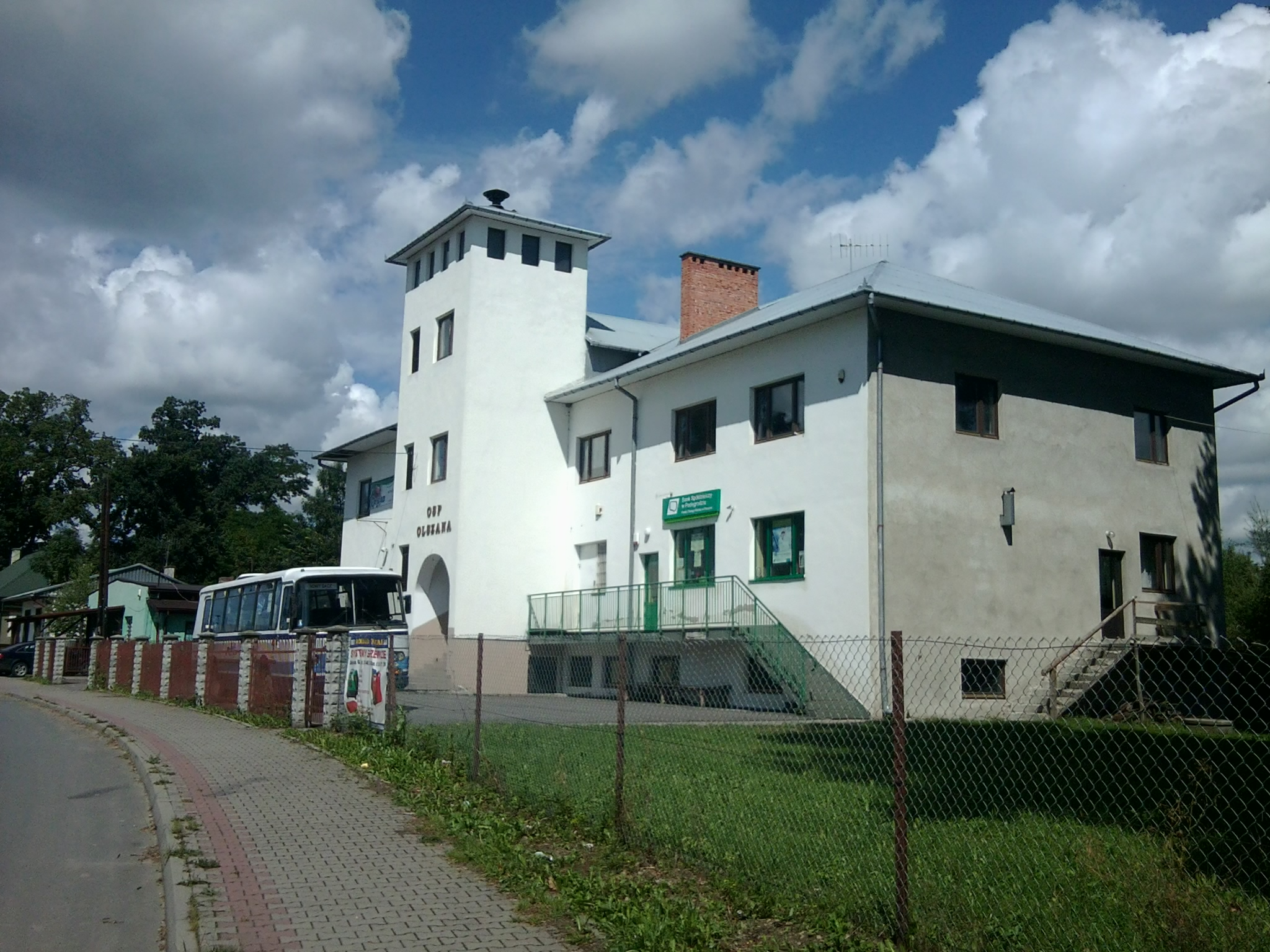
Remiza OSP

Olszana – wieś w Polsce położona w województwie małopolskim, w powiecie nowosądeckim, w gminie Podegrodzie. Dzięki dobremu położeniu i sprzyjającym warunkom znana jest z rozległych sadów owocowych.

## Położenie
Miejscowość położona w dolinie rzeki Jastrzębik, w Beskidzie Wyspowym na wysokości około 360 m n.p.m. znajduje się w odległości około 7 km od Podegrodzia i 20 km od Nowego Sącza. Zajmuje 7,97 km² (12,3% powierzchni gminy)). Graniczy z: Rogami, Olszanką, Czarnym Potokiem, Jadamwolą oraz z Szczereżem.

## Części wsi
Integralne części wsi Olszana:
części wsiDworskie, Działki, Górki, Nawsie, Podgórki, Słona, Stanęcin, Wolica
przysiółkiBudzyń, Świercze, Wydarta, Zalesie, Zawsie

## Toponimika
Najstarszy zapis: Olsana nazwy pochodzi z 1289. Jan Długosz w "Liber beneficiorum dioecesis Cracoviensis" wymienia nazwę Olschana. Nazwa wsi pochodzi od olszyn porastających brzegi potoku Jastrzębik.

## Historia
Wieś wzmiankowana po raz pierwszy w 1289 w Kodeksie Małopolskim. Kolejne wzmianki pochodzą z 1293 i mówią o założeniu wsi na tzw. surowym korzeniu przez Mateusza, kapelana św. Kingi. W 1317 otrzymała lokację na prawie magdeburskim. W XIV wieku była własnością sądeckich Klarysek.
Od XV wieku stanowiła własność królewską.
Od 1820 istniała tu szkoła, która mieściła się w drewnianym domku krytym strzechą. W 1900 wybudowano budynek nowej szkoły, również drewniany. W 1934 wieś nawiedziła powódź, która zniszczyła wiele zabudowań, w tym szkołę. W 1940 wieś nawiedziła kolejna powódź, oraz klęska nieurodzaju, a w 1942 epidemia czerwonki, w wyniku której zmarło 60 mieszkańców wsi, w tym 6 dzieci.
W latach 1954–1961 wieś należała i była siedzibą władz gromady Olszana, po jej zniesieniu w gromadzie Podegrodzie. W latach 1975–1998 miejscowość położona była w województwie nowosądeckim.
Wierni Kościoła rzymskokatolickiego należą do parafii w Czarnym Potoku. Działa tu też gospodarstwo agroturystyczne.

## Zabytki
- Liczne murowane i drewniane przydrożne kapliczki i krzyże.

## Edukacja
- Szkoła Podstawowa im. Mieczysława Wieczorka[10].
- W budynku szkoły podstawowej mieści się filia Biblioteki Gminnej w Podegrodziu. Powstała 7 stycznia 1957[11].

## Sztuka
W Olszanie działa dwóch twórców ludowych. Antoni Potoniec – malarz, rzeźbiarz, ale przede wszystkim gawędziarz. Jego repertuar obejmuje legendy i opowiadania w gwarze podegrodzkiej. Wojciech Wierzycki – zajmuje się głównie rzeźbieniem drewnianych zegarów.

## OSP Olszana
Historia
Jednostka Ochotniczej Straży Pożarnej w Olszanie powstała w 1989 z inicjatywy Stanisława Tomczyka. Na początku siedzibą strażaków było pomieszczenie wynajmowane od Gminnej Spółdzielni. W 1990 przystąpiono do budowy remizy.
Wyposażenie
Na wyposażeniu jednostki znajdują się: samochód Mercedes 1224, motopompa, agregat prądotwórczy oraz inne podstawowe sprzęty ratownicze i gaśnicze.